# 壱岐市立鯨伏小学校
壱岐市立鯨伏小学校（いきしりつ いさふししょうがっこう, Iki City Isafushi Elementary School）は長崎県壱岐市勝本町立石南触にある公立小学校。略称は「鯨伏小」。

## 概要
歴史
1875年（明治8年）に開校した「第五大学区第四中学区立石小学校」を前身とする。2010年（平成22年）に創立135年を迎えた。
校章
1921年（大正10年）に制定。別名「雪の島」と呼ばれる「壱岐島」の名にちなみ、3番のガチョウの羽筆を雪の結晶の形に配置し、波を付け加えたものとなっている。
校歌
1921年（大正10年）に制定。作詞は福田茂樹、作曲は山口常光による。歌詞は4番まである。歌詞に校名は登場しない。
校区
住所表記で、勝本町の後に「立石西触」、「立石南触」、「立石仲触」、「立石東触」、「百合畑触」、「布気触」、「上場触」、「湯本浦」、「本宮東触」、「本宮仲触」、「本宮西触」、「本宮南触」が続く地区。中学校区は壱岐市立勝本中学校。

## 沿革
旧・立石小学校から現・鯨伏小学校へ
- 1872年（明治5年）・1873年（明治6年）頃 - 立石南触観世音寺の観音堂で村内の児童十数名に読書、珠算を教育。
- 1875年（明治8年）5月 - 「第五大学区第四中学区立石小学校」が創立される。
- 1877年（明治10年）8月 - 立石村南触鬼川の内八ツ口の山林を切り開き、校地とする。校舎は香椎村勝本浦の古屋を購入し、建築。
- 1882年（明治15年）4月 - 「立石学区立石小学校」に改称。
- 1883年（明治16年）3月 - 「立石学区公立中等立石小学校」に改称。
- 1884年（明治17年）9月 - 本宮小学校を本宮分舎とし、「立石・本宮村立中等立石小学校」と改称。
- 1885年（明治18年）6月 - 「可須学区中等立石小学校」と改称。
- 1886年（明治19年）3月
  - 布気触字榎川の下條久三郎の旧宅地を購入し、立石八ツ口から移転。
  - 本宮分舎を統合し、二ヶ村（立石村・本宮村）一校体制となり、「壱岐郡尋常立石小学校」と改称。
- 1887年（明治20年）8月 - 「立石学区簡易立石小学校」と改称。
- 1882年（明治25年）12月 - 「鯨伏尋常小学校」と改称。
- 1908年（明治41年）4月 - 高等科を併置し、「鯨伏尋常高等小学校」と改称。
- 1917年（大正6年）4月1日 - 鯨伏補習学校を併設。
- 1921年（大正10年）- 校章・校歌を制定。鯨伏補習学校を鯨伏実業補習学校に改称。
- 1926年（大正15年）6月 - 鯨伏実業補習学校が青年訓練認定鯨伏実業補習学校に改称し、男子研究科を設置。
- 1929年（昭和4年）4月 - 実業補習学校に女子専修科を設置。
- 1935年（昭和10年）4月 - 青年学校令により、青年訓練認定鯨伏実業補習学校を「鯨伏青年学校」に改称。
- 1941年（昭和16年）4月1日 - 国民学校令により、「鯨伏国民学校」に改称。
- 1944年（昭和19年）6月 - 鯨伏青年学校が鯨伏高等実業青年学校に改称し、青年道場[4]に移転。併設を解消。
- 1947年（昭和22年）4月1日
  - 学制改革（六・三制）の実施により、「鯨伏村立鯨伏小学校」に改称。
  - 鯨伏村立鯨伏中学校の1・2年生の授業が小学校校舎を利用して行われる。
- 1949年（昭和24年）2月19日 - 本宮南触175番地に鯨伏中学校新校舎が完成し、中学1・2年との併設を解消。
- 1955年（昭和30年）2月11日 - 鯨伏村が勝本町に編入され、「勝本町立鯨伏小学校」に改称。
- 1956年（昭和31年）- 小学校校舎の一部を利用し、勝本町立鯨伏幼稚園が開園。
- 1958年（昭和33年）- 鯨伏幼稚園の園舎が本宮南触字松崎242番地に完成。
- 1965年（昭和40年）- 霞翠小学校校地に勝本町立学校給食共同調理場が完成し、完全給食を開始。
- 1971年（昭和46年）- 鯨伏幼稚園が2年保育を開始。
- 1978年（昭和53年）- 第1回勝本町内小学校（勝本・霞翠・鯨伏）体育大会を実施。
- 1979年（昭和54年）9月1日 - 現在地に新校舎が完成し、移転。授業を開始。
- 1981年（昭和56年）3月6日 - 体育館が完成。
- 2004年（平成16年）3月1日 - 町村合併により、「壱岐市立鯨伏小学校」（現校名）に改称。
- 2011年（平成23年）
  - 4月1日 - 隣接の鯨伏中学校が統合のため閉校。これにより中学校区が壱岐市立勝本中学校となる。
  - 7月 - 勝本地区学校給食共同調理場が閉鎖。
  - 9月1日 - 壱岐市学校給食センターが勝本町亀石地区に完成したことにより、同センターからの配送方式に変更。

旧・本宮小学校
- 1873年（明治6年）- 本宮村東触字里の報恩寺を借り、新城村の須田大平・本宮村の岩永恒太郎等が村学を開き、村内の子弟を集め、読書・習字・珠算等を教授。
- 1874年（明治7年）- 第五大学区第四中学区可須小学校（現・壱岐市立霞翠小学校）が開校し、村学の多くの児童が転学したため、村学が閉鎖。
- 1876年（明治9年）9月 - 「第五大学区第四中学区本宮小学校」が開校。
- 1880年（明治13年）7月 - 校舎を報恩寺から本宮仲触の松永仁作宅に移転。「本宮部本宮小学校」に改称。
- 1881年（明治14年）11月 - 「本宮部公立本宮小学校」と改称。
- 1883年（明治16年）2月 - 「本宮学区公立中下等本宮小学校」と改称。
- 1884年（明治17年）
  - 2月 - 「立石学区公立中等本宮小学校」を改称。
  - 9月 - 校舎を小金丸蜜之助宅に移転。中等立石小学校の分舎となる。
- 1886年（明治19年）3月 - 立石小学校に統合され、廃止。

## アクセス
最寄りの港
- 「湯本港」- 他の自治体とを結ぶ航路は就航していない。
- 「芦辺漁港」- 九州郵船が対馬の厳原港、福岡県博多港との間にフェリー・ジェットフォイルを運航。

最寄りのバス停
- 壱岐交通「湯ノ浦」バス停

最寄りの県道
- 長崎県道59号郷ノ浦沼津勝本線
- 長崎県道174号湯ノ本芦辺線

## 周辺
- 湯本郵便局
- 壱岐警察署鯨伏警察官駐在所
- B&G財団勝本海洋センター
- 観世音寺
- 湯ノ本温泉
- こころ医療福祉専門学校壱岐校（旧・壱岐市立鯨伏中学校 校舎）

## 関連
- 長崎県小学校一覧